# Sørup Sogn (Sydslesvig)
 For alternative betydninger, se Sørup Sogn. (Se også artikler, som begynder med Sørup Sogn)
Sørup Sogn (på tysk Kirchspiel Sörup) er et sogn i det nordøstlige Angel i Sydslesvig. Sognet lå i Ny Herred (Flensborg Amt), nu i Sørup Kommune i Slesvig-Flensborg Kreds i delstaten Slesvig-Holsten. Sognet var tidligere med hensyn til kommunesager inddelt i 4 fjerdinger.
I Sørup Sogn findes flg. stednavne:
- Andholm (Entenholm)
- Bjerre (på dansk også Bjerge, Barg) med Petersborg Kro
- den største del af Bjerremark (resten hører til Kværn Sogn)
- Bollesbro
- Bulbro (Bollbrück)
- Buskkobbel
- Eslingsvad, også Eskildsvad (Eslingwatt), ved grænsen til Bøl Sogn
- Fladsby (også Fladby[1], Flatzby)
- Fladsbyskov
- Fuglsang
- Gammelby
- Gammelbygaard
- Gammelbymose
- Gammelbyskov
- Gravbod (Grauburg)
- Harresby (Hardesby)
- Harresbygaard
- Harresbymark
- Holdhid (Hollehitt)
- Iverslund
- Løstrup (Löstrup)
- Løstrupnordgaard
- Mosevad (Mooswatt)
- Mølleskov
- Mølmark (også Møglmark[2], Möllmark)
- Silkemose
- Skovby (Schauby)
- Stabbel el. Stabel (Staffel)
- Strenge
- Svendsby (Schwensby)
- Svendsbygaard
- Søende (See-Ende)
- Søndersø (Südensee)
- Søndersøgaard
- Sørup (Sörup)
- Sørupmark
- Sørup Mølle (Sörupmühle)
- Sørupskov  (Sörupholz)
- Tingskov (resten hører til Sterup og Kværn Sogne)
- Venerød (også Vinderad og Vinderød, Winderatt)
- Vibeholm (også Vibholm)